# Comissão Econômica para a América Latina e o Caribe
A Comissão Econômica para a América Latina e o Caribe (português brasileiro) ou Comissão Económica para a América Latina e Caraíbas (português europeu) (CEPAL) foi criada em 1948 pelo Conselho Econômico e Social das Nações Unidas com o objetivo de incentivar a cooperação econômica entre os seus membros. Ela é uma das cinco comissões econômicas da Organização das Nações Unidas (ONU) e possui 46 estados e oito territórios não independentes como membros, além dos países da América Latina e Caribe, fazem parte da CEPAL o Canadá, França, Japão, Noruega, Países Baixos, Portugal, Espanha, Reino Unido, Turquia, Itália e Estados Unidos da América.
A atual secretária-executiva da CEPAL é a economista mexicana Alicia Bárcena.

## Contexto Histórico
Com o término da Segunda Guerra Mundial e início da Guerra Fria, surge na agenda internacional o debate a respeito do subdesenvolvimento dos países periféricos. A alta política abre espaço a temas até então considerados de baixa política e temas como segurança nacional e armamento nuclear deixam de ser prioridade. Com o amplo financiamento estadunidense a reconstrução da Europa arrasada pela guerra foi possível a retomada do crescimento, países da África ganham independência e juntamente com a América Latina e o Caribe se tornam atores inseridos no sistema internacional. E para garantir a inserção desses novos membros é criada em 1948 pelo Conselho Econômico e Social das nações unidas (ECOSOC), uma comissão econômica regional para servir de observatório temporário de um ano para compreender a situação dessa região.  
CEPAL é pensada nesse contexto com o propósito de garantir a inserção dos países periféricos da América e Caribe por meio da cooperação e do desenvolvimento tecnológico e industrial, fazendo com que eles se tornem potências emergentes. Após o período de vigência a CEPAL ganha autonomia e passa a ser uma das cinco comissões regionais das nações unidas. A princípio, o modelo de desenvolvimento usado pela CEPAL segue o mesmo dos países já desenvolvidos da época, o que será considerado mais a frente como uma crítica a comissão, seguindo o modelo dos Estados Unidos e também já traçava um comparativo com o recente processo de integração regional que a Europa começa a fazer.
O desenvolvimento de algumas áreas do mundo está condicionado com o seu nível de inserção no comércio internacional, e de acordo com a lógica do mercado o Estado não deve interferir no comércio, pois de acordo com Adam Smith ele se autoregula e somente o mercado estimula a cooperação e o desenvolvimento de cada nação de acordo com o seu nível de industrialização. O hemisfério sul e central  tem baixo desenvolvimento, pois a troca de serviços com o hemisfério norte cria uma deterioração dos termos de troca. Os países periféricos são responsáveis por produzir matéria prima de baixo valor e vendem para os países desenvolvidos em troca de mercadorias com alto valor agregado e nesse processo ocorre estagnação e a permanência do subdesenvolvimento. A lógica da CEPAL a princípio é acabar com a dependência desses países, promovendo o rápido avanço de sua industrialização e desse modo gerando um mercado mais benéfico a todos os envolvidos.
A perspectiva da teoria da interdependência (Nye e Keohane, 1988) sobre a CEPAL e de avançar industrialmente.

## Influência Teórica e Escola Cepalina
A CEPAL foi formada por um grupo seleto de economistas advindos da escola estruturalistas do pensamento econômico, sendo o intelectual mais destacado Raúl Prebisch como fundador e segundo a assumir a secretaria da CEPAL em 1950, contribuiu significativamente com a proposta de modelo de substituição de importações, descrito em seu livro “El desarrollo económico de la América Latina y algunos de sus principales problemas”(1949).
Celso Furtado que fez significativas contribuições por meio da teoria estruturalista que visava uma reforma no modelo com o qual os países periféricos tentavam se industrializar. Desse modo o conceito de subdesenvolvimento vinha a tona ao explicar a industrialização tardia desses países.
O pensamento Cepalino entendeu o mundo de acordo com a divisão Internacional do trabalho, dividido em dois pólos antagônicos, o centro desenvolvido e a periferia subdesenvolvida. A CEPAL buscou compreender os motivos que levava os países a terem um desenvolvimento lento, constatou-se por meio das teorias desenvolvidas na comissão que havia deterioração dos termos de troca como afirma (GUGGIANA, 1999).
A priori pensava-se em uma divisão correta dos termos de troca, de maneira que o norte produziria bens materiais industriários enquanto o centro e o sul produziria ao norte os termos primários e desta forma aconteceria equitativamente os ganhos do processo técnico a ambas as partes no comércio internacional, todavia, Prebisch começou a identificar um processo totalmente contrário a aquilo que fora imaginado para as regiões do norte, centro e sul que ficaram reconhecidas a partir daí como a região norte, a rica, e a região do centro e sul, como, a periférica.
Observando a desigualdade que havia sido instaurada neste sistema, os formuladores da CEPAL começaram a estudar fenômenos como deterioração dos termos de troca, inflação estrutural e heterogeneidade estrutural, conceitos que cooperaram para a  formulação da teoria do subdesenvolvimento econômico. Evidentemente que esses resultados são devidos a um contexto histórico de tardia industrialização da periferia (centro e sul das américas). Os países do norte começaram a desenvolver industrialmente  a partir do século XVIII, enquanto a periferia alertou-se para o desenvolvimento industrial depois do término da segunda guerra mundial.
A deterioração dos termos de troca começou a ser identificada no sistema dos frutos do progresso técnico, no qual significa o resultado de desequilíbrios gerados pela distribuição não equitativa dos frutos do processo tecnológico entre países, portanto, os benefícios do processo tecnológico se concentram no centro, o que trouxe à periferia perdas em termos de preços relativos ao longo dos anos, contrariando a teoria que deu base para a divisão internacional do trabalho.
A teoria da deterioração dos termos de troca pode ser considerada como o marco inicial dos estudos cepalinos, ao ser identificado um problema periférico da América Latina, que proporcionou o início aos estudos da teoria do subdesenvolvimento dentro da periferia, que começou a ser desenvolvida pelos teóricos da Cepal, como Raul Prebisch e Celso Furtado a partir da metade do século XX em diante.
A preservação do fruto do progresso industrial concentrado no norte e a transferência de uma parte do progresso técnico dos países periféricos aos do norte é conhecida como abordagem contábil, um mecanismo que acontece dentro do pensamento da deterioração dos termos de troca no qual revela a desigualdade da divisão do trabalho entre os dois pólos econômicos..
Evidentemente que com a alto industrialização dos países do norte, frente aos países periféricos, a balança comercial da periferia começou a ser deficitária pelo fato de produtos tecnológicos produzidos por ambos serem mais eficientes e menos custosos para a produção do norte. O vultoso número de exportação desses produtos do norte para a periferia deu-se por causa da necessidade da utilização desses produtos, além da tecnologia necessária para a produção de alguns produtos que não eram desenvolvidos no centro e no sul e por isso houve o desequilíbrio dos termos de troca. A balança comercial passou então a possuir déficit no controle da  importação e exportação. As características dos problemas da periferia revela que não é possível solucioná-los da mesma maneira como foi solucionada os problemas dos países do norte. O reconhecimento desta situação permitiu aos estudiosos Cepalinos a estudarem a periferia tendo como referência o conceito de inflação estrutural.
A inflação estrutural é a interpretação dos desequilíbrios inflacionários dos países periféricos. Essa interpretação permite analisar o processo inflacionário por meio da análise de problemas estruturais, ao contrário de uma análise básica dos  termos da economia. Esse método foi desenvolvido também como uma maneira de realizar uma crítica a interpretação monetarista da inflação. A análise estruturalista permite analisar a inflação em três categorias: em pressões inflacionárias básicas ou estruturais, as circunstanciais e as cumulativas (Sunkel, 1958).
As pressões inflacionárias básicas derivam da .incapacidade estrutural de uma economia em atender as modificações de uma economia interna por causa do aumento da renda per capita. São também problemas de ordem inflacionária estrutural devido à pequena capacidade das indústrias em conseguir atender a demanda do mercado interno. Baixos níveis de investimento interno, pouca capacidade de oferta de bens de consumo básico e de alimentos e os baixos níveis de importação refletem  neste problema estrutural.
As pressões inflacionárias circunstanciais advém de problemas exógenas ao sistema econômico interno. O aumento do preço da  importação, os gastos do governo por motivos variados, são alguns dos exemplos da inflação circunstancial. A inflação cumulativa provém dela mesma, ou seja, é um resultado da inflação inercial. Desta forma a inflação circunstancial e acumulativa são resultados de um processo de desequilíbrio dos preços de produtos de uma economia.
A heterogeneidade estrutural é o estudo da interpretação dos desequilíbrios internos do subdesenvolvimento a partir do contexto histórico e estrutural, sendo este, uma outra maneira de análise frente ao da economia tradicional. Em meados de 1970, a primeira discussão sobre o avanço da tecnologia começou a ganhar pauta dentro da Cepal. A percepção do atraso tecnológico foi tido como um importante parâmetro para explicar as disparidades entre o desenvolvimento do norte, centro e sul, ao qual desenvolvia tecnologia e ainda fornecia para a periferia.

## Contribuições
Em sua primeira década de existência a CEPAL fez grandes avanços na promoção do desenvolvimento de seus países, por meio da industrialização pela substituição de importações apresentada por Prebisch. A adoção dos países pelo modelo fez com que houvesse um crescimento exponencial das economias latinas.
O Brasil adotou o modelo durante o Governo Vargas, afastou um pouco da base de comercialização advinda de uma economia agroexportadora e inseriu em seu mercado novos produtos. Na década de 60 a CEPAL propôs reformas aos seus membros, com o objetivo de desobstruir a industrialização tardia desses países. Na década seguinte ocorre reorientação dos estilos de desenvolvimento para a homogeneização social e a diversificação pró-exportadora, expandindo o conceito de cooperação para além de interesses econômicos.
Durante os anos 80 muitos países latinos contraíram dívidas de empréstimos do exterior e com a CEPAL estabeleceu uma série de medidas para a superação do problema mediante o "ajuste com crescimento".
O processo de substituição de importações foi um subterfúgio encontrado pela comissão cepalina para ajudar no desenvolvimento da indústria nos países periféricos. Este processo resume na troca de estratégias, no qual, ao invés de efetivar a importação como um mecanismo para a falta de produtos, entende-se que existe a possibilidade de desenvolver as indústrias nascentes a partir da produção de produtos que eram antes fabricados externamente e importados a periferia, de modo que o que antes se importava não se importava mais, em outras palavras, a produção daquilo que era importado passa a ser produzido internamente.
Este processo pode ser desenvolvido somente se houver certas precauções que são de profunda relevância ao processo de substituição de importação. Primeiramente é preciso proteger as indústrias nascentes das empresas do exterior desenvolvidas. Este processo é concebido por meio de tarifas ou impostos que são taxados sobre os  produtos do exterior, de forma que os produtos externos se tornam mais caros do que os produtos internos, resultando na preferência do consumidor em efetivar a compra do produto interno por ser o mesmo produto e ainda com um preço menor em comparação ao produto externo.
Celso Furtado, por exemplo, defendeu o processo de substituição de importação desenvolvendo o plano de metas, no Brasil. Esse plano desenvolvido por Furtado permitiu junto ao Banco Nacional de Desenvolvimento Econômico e Social (BNDS), o investimento nas indústrias nascentes, a partir da ajuda do Estado, para que desta forma houvesse o crescimento ou desenvolvimento das indústrias e da economia dos países da periferia, frente aos grandes centros industriais do norte.
A CEPAL também foi importante para fomentar o regionalismo na América Latina, uma vez que os teóricos da CEPAL defendiam a formação de uma comunidade de Estados na região. O Tratado de Montevidéu de 1960, cujo resultado prático é a Associação Latino-Americana de Livre-Comércio (ALALC) foi a primeira inciativa de integração regional latino-americana.

## Atuação
As áreas de atuação da CEPAL bem como as de trabalho estão divididas em seções com seus respectivos secretários, sendo essenciais para a obtenção dos objetivos da comissão. A área de assuntos de gênero cuida da inserção da mulher na sociedade civil, garantindo a ela o direito a representatividade, o acesso ao mercado de trabalho, participação política e em outras áreas promovendo a igualdade. A área de comércio internacional e integração favorece o desenvolvimento da região por meio da elaboração de estudos e políticas que estimula a cooperação por meio da expansão de mercado e criação de acordos regionais para comércio exterior de cada país. A área de desenvolvimento econômico estabelece uma série de medidas macroeconômicas, pautadas na equidade entre os membros. A área de desenvolvimento produtivo e empresarial estimula o crescimento dos setores das indústrias em todos os países, ainda seguindo um modelo de substituição de importação, mas com a orientação voltada às áreas técnicas que beneficiem as características distintas de cada produtor e empresário.
A área de desenvolvimento social é essencial para a eliminação da pobreza e desigualdade. Trabalha juntamente com os governos de cada país na elaboração de políticas sociais na promoção do bem-estar humano. A área de desenvolvimento sustentável e assentamentos humanos propõe uma série de medidas que visa impedir a degradação ambiental advinda do avanço populacional e de indústrias, dessa forma ela estimula a criação de mecanismos que orientam empresas a adotarem a sustentabilidade como referência para a produção. A área de estatística preocupa-se com as metodologias empregadas no uso dos dados de instituições governamentais, coopera juntamente com as instituições para o melhor aproveitamento de dados, desenvolve pesquisas quantitativas e análise de dados. A área de planejamento para o desenvolvimento possui um conselho regional próprio que funciona como órgão subsidiário a CEPAL e trata de questões organizacionais, orientando governos a fazer uma melhor gestão de seus recursos. A área de população e desenvolvimento vai de encontro com a de desenvolvimento social, pois trabalha na mesma lógica de diminuição da pobreza e desigualdades utilizando dos fatores demográficos oferecidos pelos países e por fim a área de recursos naturais e infraestrutura. Esta área cuida do desenvolvimento de políticas renováveis de proteção ao meio ambiente, orientando os governos a desenvolver políticas para a proteção dos recursos naturais.

## Estados membros

Países-membros da CEPAL

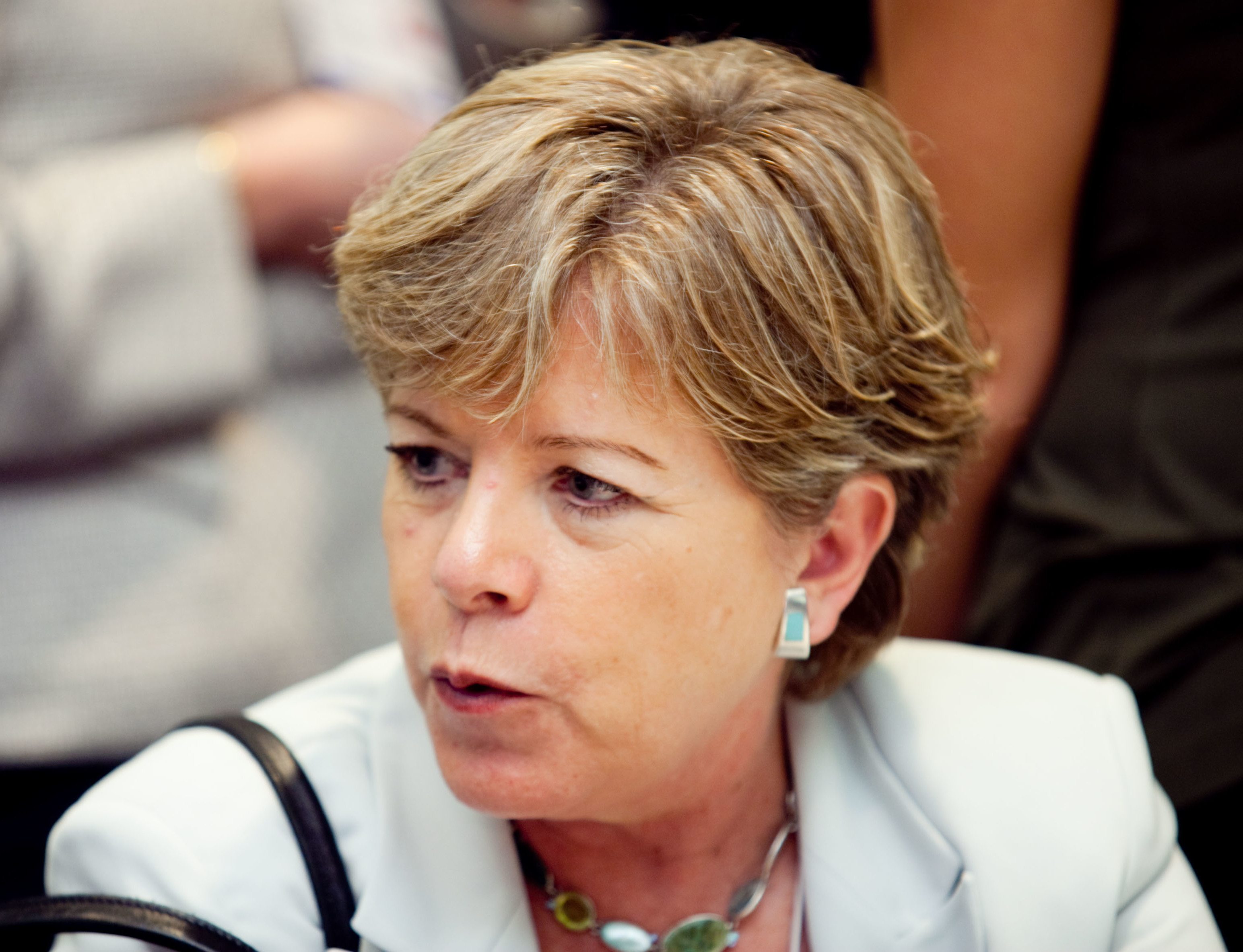
Alicia Bárcena, secretária-executiva da CEPAL

- Alemanha
- Antígua e Barbuda
- Argentina
- Bahamas
- Barbados
- Belize
- Bolívia
- Brasil
- Canadá
- Chile
- Colômbia
- Costa Rica
- Cuba
- Dominica
- El Salvador
- Equador
- Espanha
- Estados Unidos
- França
- Granada
- Guatemala
- Guiana
- Haiti
- Honduras
- Itália
- Jamaica
- Japão
- México
- Nicarágua
- Noruega
- Países Baixos
- Panamá
- Paraguai
- Peru
- Portugal
- Reino Unido
- República Dominicana
- Santa Lúcia
- São Cristóvão e Neves
- São Vicente e Granadinas
- Suriname
- Trinidad e Tobago
- Turquia
- Uruguai
- Venezuela

## Membros associados
- Anguila
- Antilhas Holandesas
- Aruba
- Ilhas Virgens Americanas
- Ilhas Virgens Britânicas
- Monserrate
- Porto Rico
- Turcas e Caicos

## Secretários-executivos
| Secretario               | País      | Período                            |
| ------------------------ | --------- | ---------------------------------- |
| Gustavo Martínez Cabañas | México    | Dezembro de 1948 - Abril de 1950   |
| Raúl Prebisch            | Argentina | Maio de 1950 - Julho de 1963       |
| José Antonio Mayobre     | Venezuela | Agosto de 1963 - Dezembro de 1966  |
| Carlos Quintana          | México    | Janeiro de 1967 - Março de 1972    |
| Enrique V. Iglesias      | Uruguai   | Abril de 1972 - Fevereiro de 1985  |
| Norberto González        | Argentina | Março de 1985 - Dezembro de 1987   |
| Gert Rosenthal           | Guatemala | Janeiro de 1988 - Dezembro de 1997 |
| José Antonio Ocampo      | Colômbia  | Janeiro de 1998 - Agosto de 2003   |
| José Luis Machinea       | Argentina | Dezembro de 2003 - Julho de 2008   |
| Alicia Bárcena           | México    | Julho de 2008 - Presente           |

## Critícas
As críticas a comissão da Cepal, vinham principalmente dos neo-institucionalistas que criticavam o fato dos países periféricos possuírem uma certa rigidez institucional que findava na perpetuação de estruturas econômicas arcaicas, que impediam o processo de ganho econômico chegar a parcela mais carente da sociedade. Além disso fazem duras críticas a inspiração dependentista que culmina em oferecer teorias de racionalização ad hoc, para as causas do atraso das economias latino-americanas.
North (1991) afirma que a teoria cepalina contribui para a perpetuação do subdesenvolvimento, na medida em que, em sua visão, defende uma ideologia intervencionista e contrária a liberdade comercial, que resulta em efeitos de uma matriz institucional histórica ineficiente. Dentro do pensamento cepalino, North (1991), chama a atenção também para os pontos de divergências entre os próprios autores e a Cepal.
Para os neo-institucionalistas essas formas de nacionalismo e anti-liberalismos podem findar em resultados negativos como a supressão da democracia, xenofobia, protecionismo, aversão à mudança institucional e ao progresso tecnológico.

## Escritórios
- Santiago, Chile (sede)
- Cidade do México, México (Sede sub-regional da América Central)
- Port of Spain, Trinidad e Tobago (Sede sub-regional do Caribe)
- Buenos Aires, Argentina (Escritório nacional)
- Brasília, Brasil (Escritório nacional)
- Montevidéu, Uruguai (Escritório nacional)
- Bogotá, Colômbia (Escritório nacional)
- Washington, DC, Estados Unidos da América (Escritório nacional)